# Migliaccio (gastronomia toscana)
I migliacci toscani sono focacce salate a base di farina gialla e uva passa.
Dei migliacci furono offerti ad alcuni adolescenti della famiglia dei Cerchi, dei Portinari e dei Bronti nel Palazzo del Podestà di Firenze in occasione dei primi scontri tra le famiglie dei guelfi neri e bianchi. Essendo i migliacci avvelenati, fecero stare male chi li mangiò e addirittura sei persone morirono (quattro Cerchi, un Portinari e un Bronti).
In buona parte della Toscana i migliacci sono dei dolci simili alle crepes fatti con farina, uova, zucchero e anice 
A seconda delle aree, il termine può inoltre indicare un piatto a base di sangue di maiale "fritto", sia dolce che salato, e anche il dolce di farina di castagne più noto come castagnaccio.
Per esempio nella tradizione senese i migliacci vengono fatti facendo prima un impasto composto da tradizionali dolci senesi, quali panforte e cavallucci frantumati con l'aggiunta di farina, uovo, zucchero, brodo di maiale e l'immancabile sangue, sempre di suino. Una volta lavorato l'impasto si fanno delle schiacciatine che vengono soffritte nello strutto e poi spolverate con zucchero a velo. Le ricette sono naturalmente variabili, come sempre accade di "casa in casa". Nella tradizione delle campagne senesi e anche fiorentine ci sono ricette composte solo da farina, zucchero e sangue di maiale con talvolta l'aggiunta di uova.